# Denis Papin
Denis Papin, född 22 augusti 1647 i Chitenay i Loir-et-Cher, död 26 augusti 1713 i London, var en fransk fysiker.

## Biografi
Papin studerade medicin och naturvetenskap i Paris där han var Christiaan Huygens behjälplig vid experiment med luftpumpar. Papin, som var protestant, måste efter upphävandet av ediktet i Nantes lämna Frankrike och for 1681 till London, där han började samarbeta med Robert Boyle. 1681-84 vistades Papin i Venedig och utförde tillsammans med Sarotti fysikaliska undersökningar. Han återvände därefter till London. 1687 begav han sig till Tyskland, där han stannade till 1707, först som professor i matematik och fysik i Marburg, senare i Kassel. 
Från Papin härrör ett flertal viktiga uppfinningar. Luftpumpen förbättrades av honom, framför allt genom användning av en trevägskran. 1681 uppfann han den tryckkokare, som efter honom kallas Papins gryta. Han konstruerade också en av de första ångmaskinerna, som han senare även förbättrade. 1707 byggde Papin en hjulångare, med vilken han på Fulda kunde föra passagerare från Kassel till Münden, där medlemmar av skepparskrået slog sönder båten. 
Thomas Newcomens ångmaskin byggde på Papins atmosfäriska kolvångmaskin från 1690. Papin vistades i London från 1707 men hamnade i konflikt med Royal Society. Han tros ha dött utfattig 1713, ungefär samtidigt som Newcomens ångmaskin togs i drift.